# Église Saint-Alexandre-Nevski de Novotcherkassk
L’église Saint-Alexandre-Nevski (en russe : Церковь Святого благоверного князя Александра Невского) est une église orthodoxe de Novotcherkassk consacrée à Alexandre Nevski, reconnu saint par l’église orthodoxe russe. Construite de 1891 à 1896 par l'architecte N.E. Anokhine elle fait partie du diocèse de Rostov et Novotcherkassk.

## Histoire
Une première église en bois consacrée à Alexandre Nevski est inaugurée à Novotcherkassk en 1810. En 1827 l’ataman Kouteïnikov propose de la remplacer par un bâtiment en pierre, ce qui est finalement accepté en 1839. Un nouveau clocher est érigé en 1834, les fondations en pierre sont posées en 1835 mais les travaux de reconstruction sont sans cesse repoussés. En 1889 un nouveau projet architectural est proposé et approuvé par les autorités. En 1891 les travaux commencent, la coupole principale reçoit sa croix en 1894. Le premier service est célébré le 23 décembre 1896. Les dernières décorations intérieures sont apposées en 1899. L’ancienne église en bois est démontée en 1898.
L’église est fermée en 1935 puis de nouveau ouverte au culte pendant la guerre. Elle est de nouveau fermée en 1960. En 1978 des travaux sont entrepris afin de transformer l’église désaffectée en planétarium, endommageant les fresques.
Au début des années 1990 l’église reprend son aspect initial et des services y sont célébrés. Des cloches sont installées en 1995.  En 1997 le bâtiment est officiellement restitué au patriarcat de Moscou.